# Deniz Gezmiş
Deniz Gezmiş (* 27. Februar 1947 in Ankara; † 6. Mai 1972 ebenda) war ein Gründer und Führer der bewaffneten marxistisch-leninistischen Untergrundorganisation Volksbefreiungsarmee der Türkei.  Er war Mitglied der türkischen 68er-Bewegung. Bis zu seiner Hinrichtung im Alter von nur 25 Jahren blieb er ein überzeugter Verfechter des Sozialismus und Kemalismus. Er war einer der Studentenführer in der Türkei.

## Leben

### Jugend
Deniz Gezmiş wurde als zweiter von drei Söhnen des Ehepaares Cemil und Mukaddes Gezmiş aus Erzurum geboren. Er verbrachte seine Kindheit an den verschiedensten Orten der Türkei, bedingt durch die Tatsache, dass sein Vater Grundschullehrer war und oft versetzt wurde. Seine gymnasiale Laufbahn beendete er erfolgreich in Istanbul. Ungefähr zu diesem Zeitpunkt keimte in ihm sein politisches Interesse auf und er gewann erste Einblicke ins „linke“ Lager.

### Ideologie
Gezmiş gehörte zu den „Nationaldemokratischen Revolutionären“ (Milli Demokratik Devrim, MDD). Diese waren politisch linksorientierte Revolutionäre, die zuerst die kemalistische Revolution von 1923 - 1945 fortführen und vervollständigen, um so den Weg zur sozialistischen Revolution ebnen wollten. Gezmiş wollte mit der von ihm gegründeten THKO eine Türkei frei vom ausländischen imperialistischen Einfluss errichten. Er war ein Sozialist und betrachtete zugleich Atatürk als vorbildlichen linken Revolutionär. Er befürwortete den Austritt der Türkei aus der NATO, eine Bodenreform und kulturelle Rechte für die Minderheiten in der Türkei. Seine Ziele formulierte er so:

„Amerika und alle äußeren Feinde liquidieren, mit Verrätern kurzen Prozess machen und eine Türkei aufbauen, die vollkommen unabhängig und von ihren Feinden gesäubert ist.“

### Politischer Werdegang
Nachdem Gezmiş 1965 Mitglied der Arbeiterpartei der Türkei wurde, nahm er am 31. August 1966 an den Solidaritätsbekundungen für die Arbeiter aus Çorum sowie Protesten gegen die Gewerkschaft Türk-İş auf dem Taksim-Platz teil und wurde infolgedessen verhaftet. Am 7. November 1966 nahm er sein Jurastudium an der Universität Istanbul auf. Es folgten weitere kürzere Inhaftierungen. Am 30. Januar 1968 gründete er mit seinen Kommilitonen die „Organisation der revolutionären Jurastudenten“ (Devrimci Hukuklular Örgütü).
Er leitete die Universitätsbesetzung am 12. Juni 1968 ein und beteiligte sich an den Protesten gegen die 6. US-Flotte, die zu der Zeit in Istanbul vor Anker lag. Am 30. Juli 1968 wurde er wegen Anstiftung zu illegalen Demonstrationen verhaftet und bis zum 21. September 1968 im Sultan-Ahmed-Gefängnis inhaftiert. Am 28. November 1968 folgte die Verhaftung wegen der Teilnahme an den Protesten gegen den Besuch des US-Botschafters Robert Komer. Am 31. Mai 1969 wurde Gezmiş bei Protesten an der juristischen Fakultät der Universität Istanbul verwundet. Daraufhin floh er aus der Türkei und erhielt in jordanischen Camps der PLO eine Guerilla-Ausbildung.
Am 1. September 1969 wurde er zwangsexmatrikuliert. Ende 1969 gründeten Hüseyin İnan, Deniz Gezmiş, Cihan Alptekin, Yusuf Aslan, Sinan Cemgil und Alpaslan Özdoğan die Volksbefreiungsarmee der Türkei (THKO). Hüseyin İnan übernahm die ideologische Führung der Organisation. Die THKO bekannte sich zu dem Bankraub in Ankara am 11. Januar 1971 und forderte im Gegenzug für die vier am 4. März 1971 entführten US-amerikanischen Soldaten 400.000 $ Lösegeld, die Freilassung aller revolutionären Inhaftierten und die Verlesung ihres Manifests im Radio. Nach Ablauf des erfolglosen Ultimatums wurden die gefangengehaltenen Soldaten unversehrt freigelassen.
Am 12. März 1971 erfolgte ein Militärputsch. Im Dezember 1971 verwundeten Gezmiş und seine Freunde zwei türkische Polizisten, die die US-amerikanische Botschaft in Ankara bewachten. Einige THKO-Mitglieder beschlossen nun, angeführt von Sinan Cemgil, den bewaffneten Kampf gegen den Staat vom Berg Akçadağ in Ostanatolien aus zu organisieren und aufzunehmen. Gezmiş und Yusuf Aslan begaben sich auf den Weg in die Nurhak-Berge, wurden aber im Landkreis Şarkışla in der Provinz Sivas mit der örtlichen Polizei in ein Feuergefecht verwickelt. Aslan konnte aufgrund einer Schussverletzung seine Flucht nicht fortsetzen und wurde verhaftet. Gezmiş gelang es, den Feldwebel İbrahim Fırıncı zu entführen und von ihm in Richtung Gemerek gefahren zu werden. Aufgrund einer Straßensperre bei Gemerek verließ Gezmiş das Auto und suchte Schutz in einem Graben. Umstellt von seinen Verfolgern, ergab er sich schließlich nach etwa drei Stunden am 16. März 1971 den Sicherheitskräften.

### Prozess
Der Prozess gegen Gezmiş begann am 16. Juli 1971 in Ankara. Er und 17 weitere Angeklagte wurden am 9. Oktober 1971 zum Tode verurteilt.
Der Urteilsspruch lautete folgendermaßen:

„Deniz Gezmiş, [...] mahkememiz Türkiye Cumhuriyeti Anayasası'nın tamamını; bir kısmını tağyir, tebdil veya ilgaya cebren teşebbüs suçunu işlediğinizi sabit gördü. Türk Ceza Kanunu 146/1 maddesi uyarınca ölüm cezası ile tecziyenize karar verdi.“

„Deniz Gezmiş, [...] das Gericht hat festgestellt, dass ihr den strafbaren Versuch unternommen habt, mit Gewalt die Verfassung der Türkischen Republik ganz oder teilweise zu ändern, ersetzen oder zu abrogieren. Es verurteilt euch gemäß Art. 146 I des Türkischen Strafgesetzbuches zum Tode.“

Die Urteile wurden am 10. März 1972 von der Großen Nationalversammlung und sechs Tage später vom Senat der Republik bestätigt. Bülent Ecevit sowie İsmet İnönü sprachen sich dabei gegen eine Todesstrafe aus; Süleyman Demirel stimmte dafür. Am 4. Mai 1972 verweigerte Staatspräsident Cevdet Sunay eine Begnadigung.

### Urteilsvollstreckung

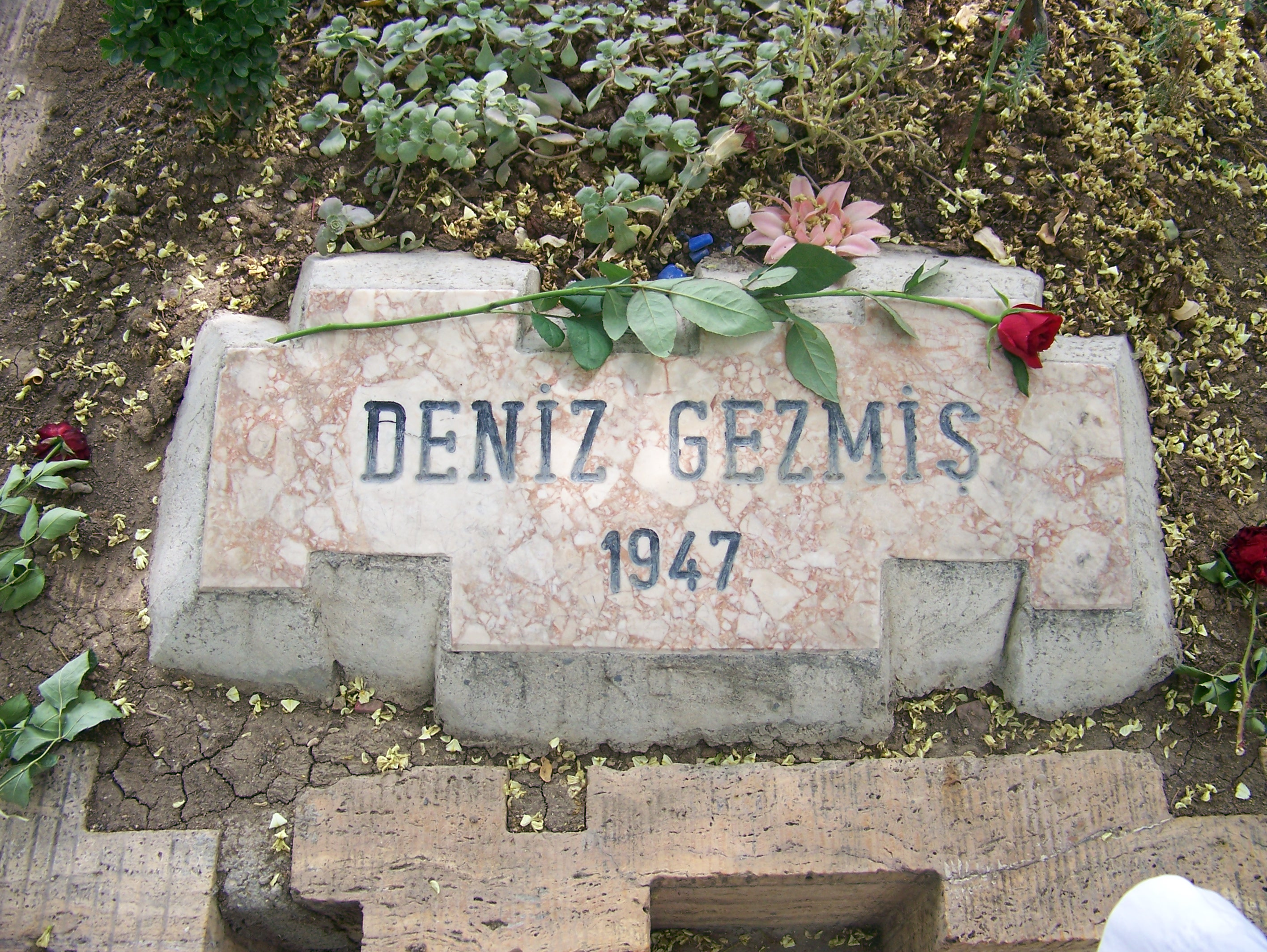
Grabstein Gezmiş’

Die Todesstrafen von Gezmiş, Yusuf Aslan und Hüseyin İnan wurden am 6. Mai 1972 im Geschlossenen Zentralgefängnis von Ankara durch Hängen vollstreckt. Als Augenzeugen der Hinrichtungen waren unter anderem die Rechtsanwälte Halit Çelenk und Mükerrem Erdoğan anwesend. In den Aufzeichnungen der Anwälte wurden die letzten Worte von Gezmiş nach dem Schriftsteller Erdal Öz wie folgt festgehalten:

„Yaşasın tam bağımsız Türkiye! Yaşasın Marksizm-Leninizm! Yaşasın Kürt-Türk Halklarının Mücadele Birliği! Yaşasın işçiler, köylüler! Kahrolsun emperyalizm!“

„Es lebe die vollkommen unabhängige Türkei! Es lebe der Marxismus-Leninismus! Es lebe der Kampfbund des kurdischen und türkischen Volkes! Es leben die Arbeiter, die Bauern! Nieder mit dem Imperialismus!“

Der Journalist Burhan Dodanlı schreibt hingegen, dass Gezmiş 52 Minuten lang am Galgen hing und seine letzten Worte folgendermaßen lauteten:

„Yaşasın, Türk Halkının bağımsızlığı! Yaşasın, Marksizmin ve Leninizmin Yüce İdeolojisi! Yaşasın, Türk ve Kürt halklarının bağımsızlık mücadelesi! Kahrolsun emperyalizm!“

„Es lebe die Unabhängigkeit des türkischen Volkes! Es lebe die erhabene Ideologie des Marxismus-Leninismus! Es lebe der Unabhängigkeitskampf des türkischen und kurdischen Volkes! Nieder mit dem Imperialismus!“

Eine andere Version der letzten Worte waren laut Deniz Gezmiş' Anwalt Halit Çelenk:

„Yaşasın tam bağımsız Türkiye! Yaşasın ... Yaşasın ... Yaşasın işçiler, köylüler! Kahrolsun emperyalizm!“

„Es lebe die vollkommen unabhängige Türkei! Es lebe ... Es lebe ...  Es leben die Arbeiter, die Bauern! Nieder mit dem Imperialismus!“

Deniz Gezmiş liegt auf dem Friedhof Ankara Karşıyaka begraben.

## Verehrung
Deniz Gezmiş wird von weiten Teilen der türkischen Linken als Idol verehrt. Es gibt über ihn mehrere Theater-Stücke, Filme, eine Fernseh-Serie, mehrere dutzend Bücher und mehrere dutzend Lieder.